# Samuel Balter
Samuel „Sam” Balter, Jr. (ur. 15 października 1909 w Detroit, zm. 8 sierpnia 1998 w Los Angeles) – amerykański koszykarz, złoty medalista letnich igrzysk olimpijskich w Berlinie. Wystąpił w dwóch spotkaniach.